# Sanjaya

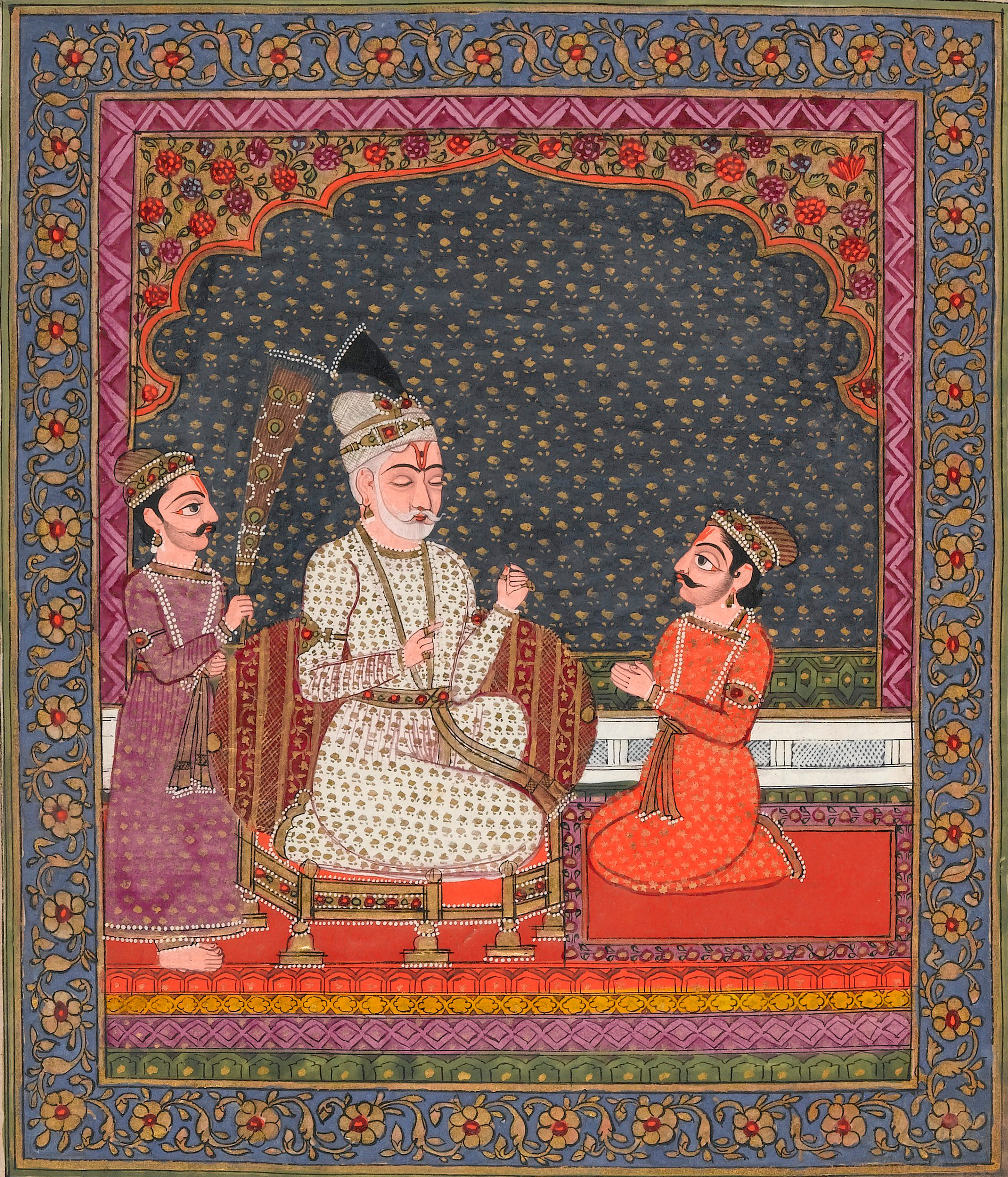
El ciego rey Dhritarashtra escucha al narrador y visionario Sanjaya relata los eventos de la batalla entre las tribus kauravas y las pandavas.

Sanjaya es un personaje del Mahābhārata (texto épico-religioso del siglo III a. C.). Es el secretario y consejero del ciego rey kaurava Dhritarashtra.

## Nombre
- संजय, en el sistema AITS (alfabeto internacional para la transliteración del sánscrito).
- sañjāya, en escritura devanagari del sánscrito.
- Pronunciación: /sanyaiá/.[1]
- Etimología: ‘completa victoria’[1]
  - saṃ o samyak: ‘completo’
  - yaia: ‘victoria’

### Otras acepciones
- Sanjaya (desambiguación)

### Leyenda
En el Majábharata ―la historia de la guerra entre los primos Pandavas y los Kauravas, el ciego rey Dhritarastra es el padre de los caciques de las tribus kauravas. Sanjaya es el secretario de Dhritarastra y también su auriga (suta) y consejero. Sanjaya critica fuertemente al rey por haberse desviado del dharma (deber religioso) al permitir que sus hijos ―liderados por el corrupto Duriódhan― estafaran a sus primos los Pandavas.
Después del exilio de trece años de los Pandavas (producido por el juego de dados donde los Kauravas trampearon a los Pandavas). Los Pandavas enviaron a un embajador, que trató con Sanjaya. Sin embargo las negociaciones se arruinaron por culpa de Karna.
Viendo que la guerra es inevitable, el sabio Viasa ―padre biológico de Dhritarastra― le ofrece la «visión a distancia» al ciego rey, para que pueda ver los acontecimientos en el campo de batalla.
Pero Dhritarastra se niega, porque íntimamente sabe que como sus cien hijos no siguieron el sendero del dharma, van a morir todos en la guerra.
Entonces Viasa le da esa visión a distancia a su discípulo Sanjaya.
Sanjaya narra a Dhritarshtra la acción en la decisiva batalla de Kuruksetra (que ocupa desde el libro 6 ―que incluye el Bhagavad-guita― hasta el 10).
En el Bhagavad-guita, los pasajes a menudo comienzan con las palabras sánscritas «Sañjaya uvāchá» (‘Sanjaya dijo’). El Bhagavad-guita es el relato de Sanjaya de la conversación entre Krisná y Áryuna minutos antes del comienzo de la guerra.
Sanjaya tuvo el desagradable deber de dar la noticia de la muerte de cientos de hijos de Dhritarastra a manos del pandava Bhima en diferentes momentos de la batalla y ofrece el consuelo rey doliente en sus horas más oscuras. Fue brutalmente franco en su relato de los acontecimientos de cada uno de los 18 días de la guerra, y en emitir sus propias opiniones, que solían predecir la destrucción total de todo el ejército kaurava a manos del pandava Áryuna y su amigo y primo el dios Krisná.
Como un narrador omnisciente, Sanjaya no solo puede ver exclusivamente los acontecimientos más importantes, sino que también puede oír los diálogos entre los héroes principales y conocer sus intenciones y pensamientos íntimos.
Incluso en estas circunstancias, Sanjaya no deja de denunciar al rey por haber malcriado a su hijo Duriódhan, y le explica que siempre puede detener el derramamiento de sangre.
En uno de los días finales de la guerra, Dhritarastra envía a Sanjaya al campo de batalla, pero es casi matado por fuego amigo. Los piadosos Pandavas le salvan la vida.
Después de la victoria de los Pandavas (que matan absolutamente a todos los Kauravas), el rey Iudistir se muda a su palacio e invita al rey y a su consejero Sanjaya son invitados a quedarse en el mismo palacio.
Después de vivir muchos años más en el palacio de los Pandavas en Jastinápur, Dhritarastra ―de acuerdo con el dharma expresado en el Majábharata― abandona su vida para ir a morir a los Himalayas. El fiel Sanjaya lo acompaña.
Dhritarastra muere en un incendio en el bosque, y Sanjaya se interna en la cordillera hasta morir de frío.